# Willem II Tilburg
Willem II, im deutschen Sprachraum allgemein bekannt als Willem II Tilburg, ist der Name des Profi-Fußballvereines der Stadt Tilburg (Provinz Noord-Brabant) in den Niederlanden. Der Klub ist direkt nach König Wilhelm II. benannt.

## Allgemeines
Die Vereinsfarben sind Rot-Weiß-Blau. Spitznamen: Tricolores, Superkruiken.

## Geschichte

### 1896–1954: Gründung und Amateurfußball
Der Verein wurde am 12. August 1896 in Tilburg gegründet. Damals war es Gerard de Ruiter, der die Geburt des Klubs herbeiführte. Nach einem Jahr wurde der Name in Willem II Tilburg geändert, welcher bis heute getragen wird. Als Namensgeber stand Wilhelm Friedrich Georg Ludwig von Oranien-Nassau, kurz Willem II., Pate. Grund dafür war, dass dieser sein militärisches Hauptquartier nach Tilburg verlegte und 1849 dort starb. 1904 trat der Verein in den KNVB, den niederländischen Fußballbund, ein. Als es in den Niederlanden noch keinen Profifußball gab, wurde Willem II zweimal Meister. Den ersten Erfolg gab es 1916. Auf die zweite Meisterschaft musste die Stadt bis nach dem Zweiten Weltkrieg warten. Erst 1952 wurde man zum zweiten Mal Ligabester. Der KNVB-Vereinspokal wurde 1944 gewonnen.

### 1954–1960: 1. Profimeister und die Anfänge der Eredivisie
| Saison  | Liga | Platz | Punkte | Tore  |
| ------- | ---- | ----- | ------ | ----- |
| 1954/55 | 1.   | 01.   | 43:09  | 96:42 |
| 1955/56 | 1.   | 06.   | 39:29  | 64:53 |
| 1956/57 | 1.   | 17.   | 22:46  | 59:79 |
| 1957/58 | 2.   | 01.   | -      | -     |
| 1958/59 | 1.   | 16.   | 25:43  | 60:98 |
| 1959/60 | 1.   | 08.   | 33:35  | 65:69 |

1954 führte der KNVB den Profifußball in den Niederlanden ein. Gleich im ersten Jahr konnte Tilburg die Meisterschaft erringen. Insgesamt starteten in diese Titelrunde 56 Mannschaften. Es wurden vier Staffeln (Eerste Klasse A–D) gebildet, deren Erstplatzierte in Gruppenspielen den Meister ausspielten. Mit elf Punkten vor Sparta Rotterdam konnte Willem II souverän die Gruppe B gewinnen. Für die Meisterschaftsrunde qualifizierten sich schließlich neben Willem II die Teams von NAC Breda, PSV Eindhoven und EVV (heute: FC Eindhoven). Mit drei Siegen und zwei Unentschieden aus sechs Begegnungen wurden die Tilburger vor NAC zum ersten niederländischen Profifußballmeister. Damit waren die Tilburger zur Saison 1955/56 für den neu eingeführten Europapokal der Landesmeister qualifiziert. Jedoch verzichtete Willem II auf die Teilnahme und so konnte der PSV Eindhoven als erster niederländischer Verein im Europapokal spielen. Spieler der Meistermannschaft waren: Chris Feijt, Jan Smolders, Jo Mommers, Piet van Bladel, Jef Mertens, Janus Wagener, Piet van Beers, Jan Brooijmans, Rinus Formannoy, Frans van Loon, Jan van Roessel, Piet van Neer, Cees Dikmans, Jan van de Luijtgaarde, Sjel de Bruyckere, Toon Becx und Piet de Jong.
Im Folgejahr wurde die Meisterschaft auf zwei Staffeln à 18 Mannschaften (Hoofdklasse A + B) reduziert, in Vorbereitung der für 1956 angesetzten Gründung der eingleisigen Eredivisie. Tilburg erreichte in seiner Staffel den 6. Platz, der zwar nicht zur Meisterschaftsendrunde qualifizierte, wohl aber zur Gründungsmitgliedschaft in der Eredivisie. Willem II konnte seine Leistungen der vergangenen zwei Jahre nicht mehr bestätigen und musste als Tabellenvorletzter den Gang in die zweite Liga antreten. Jedoch erfolgte der sofortige Wiederaufstieg in die Eredivisie. Während er 1959 nur knapp dem neuerlichen Abstieg entging, sicherte sich Willem II nach Ablauf der Spielzeit 1959/60 einen sicheren achten Platz.

### 1960–1990: Die mageren Jahre, 17 Spielzeiten Eerste Divisie
| Saison  | Liga | Platz | Punkte | Tore  |
| ------- | ---- | ----- | ------ | ----- |
| 1960/61 | 1.   | 10.   | 32:36  | 53:71 |
| 1961/62 | 1.   | 08.   | 33:35  | 63:52 |
| 1962/63 | 1.   | 15.   | 22:38  | 53:68 |
| 1963/64 | 2.   | 10.   | -      | -     |
| 1964/65 | 2.   | 01.   | 25:43  | 60:98 |
| 1965/66 | 1.   | 10.   | 25:35  | 42:59 |
| 1966/67 | 1.   | 18.   | 13:55  | 27:80 |
| 1967/68 | 2.   | 04.   |        |       |
| 1968/69 | 2.   | 14.   |        |       |
| 1969/70 | 2.   | 06.   |        |       |
| 1970/71 | 2.   | 14.   |        |       |
| 1971/72 | 2.   | 15.   |        |       |
| 1972/73 | 2.   | 14.   |        |       |
| 1973/74 | 2.   | 18.   |        |       |
| 1974/75 | 2.   | 14.   |        |       |
| 1975/76 | 2.   | 09.   |        |       |
| 1976/77 | 2.   | 11.   |        |       |
| 1977/78 | 2.   | 07.   |        |       |
| 1978/79 | 2.   | 03.   |        |       |
| 1979/80 | 1.   | 08.   | 34:34  | 43:63 |
| 1980/81 | 1.   | 10.   | 29:39  | 49:69 |
| 1981/82 | 1.   | 14.   | 27:41  | 50:64 |
| 1982/83 | 1.   | 14.   | 26:42  | 49:62 |
| 1983/84 | 1.   | 17.   | 16:52  | 27:74 |
| 1984/85 | 2.   | 08.   |        |       |
| 1985/86 | 2.   | 04.   |        |       |
| 1986/87 | 2.   | 02.   |        |       |
| 1987/88 | 1.   | 04.   | 38:30  | 60:46 |
| 1988/89 | 1.   | 15.   | 27:41  | 50:68 |
| 1989/90 | 1.   | 13.   | 27:41  | 42:49 |

Nach drei weiteren Jahren im niederländischen Oberhaus hieß es 1963 erneut Abstieg. Bemerkenswert war allerdings, dass Tilburg als Pokalsieger absteigen musste. Über Racing Club Heemstede, Ajax Amsterdam, MVV Maastricht und Alkmaar ’54 erreichte der Klub das Endspiel um den KNVB-Pokal. Dort traf man er 23. Juni 1963 im Zuiderparkstadion auf den dort heimischen ADO Den Haag. Mit 3:0 sicherte sich Willem II sicher diesen Titel. Torschützen für die Rot-Weiß-Blauen waren Frits Louer, Kees Aarts (Aarts wechselte kurz darauf nach Den Haag) und Willy Senders. Dadurch qualifizierte sich der Klub für den Europapokal der Pokalsieger 1963/64. Doch gleich in der ersten Runde war Schluss für die Tilburger. Nach einem bemerkenswerten 1:1 im Heimspiel gegen Manchester United, unterlagen sie in der Rückbegegnung deutlich mit 1:6. Diese 1:6-Niederlage am 15. Oktober 1963 gegen den englischen Vertreter bedeutet bis heute die höchste Niederlage in einem UEFA-Wettbewerb. Nach zwei Jahren Abstinenz von der ersten niederländischen Liga erholte sich das Team zwar wieder und konnte nochmal für zwei Spielzeiten (1965–1967) erstklassig spielen, war dann aber ab 1967 bis 1979 nur in der zweiten Liga. Viele enttäuschende Jahre erlebten die Tilburg-Fans zu dieser Zeit. Oft stand der Klub davor, in die Drittklassigkeit zu rutschen. Jedoch konnte er sich immer wieder retten. Einziger Höhepunkt blieb die Eröffnung der ersten Fußballschule in den Niederlanden am 1. Februar 1974. Mittelfeldspieler Henk Vriens war einer der Akteure dieser Zeit, die dem Klub ständig die Treue hielten. 1978/79 gelang es endlich wieder, um den Aufstieg zu spielen. Am Ende der Saison reichte dem Team von Trainer Henk de Jonge der dritte Platz, um sich für die Eredivisie zu qualifizieren. Spieler dieses Erfolges waren unter anderem Anthonius Verkerk, Bud Brocken, Toine van Mierlo und Henk van Rooy. Nach einem guten achten Platz im ersten Jahr nach der Rückkehr, musste sich die Mannschaft in den Folgespielzeiten jedoch wieder nach unten orientieren. Konsequenz war, dass 1984 der nächste Abstieg folgte. 1987 dann der vierte Aufstieg. Mit Platz vier war die Saison 1987/88 die erfolgreichste seit der Meisterschaft 1955.

### 1990–2000: Nationale Etablierung und Champions-League-Teilnahme
| Saison  | Liga | Platz | Punkte | Tore  |
| ------- | ---- | ----- | ------ | ----- |
| 1990/91 | 1.   | 11.   | 30:38  | 53:50 |
| 1991/92 | 1.   | 11.   | 33:35  | 37:39 |
| 1992/93 | 1.   | 10.   | 32:36  | 41:38 |
| 1993/94 | 1.   | 08.   | 37:31  | 48:42 |
| 1994/95 | 1.   | 07.   | 34:34  | 44:48 |
| 1995/96 | 1.   | 12.   | 39     | 53:59 |
| 1996/97 | 1.   | 15.   | 35     | 34:51 |
| 1997/98 | 1.   | 05.   | 55     | 66:58 |
| 1998/99 | 1.   | 02.   | 65     | 69:46 |
| 1999/00 | 1.   | 09.   | 48     | 55:65 |

Fortan spielte Willem II in der Eredivisie, war dabei aber meist im grauen Mittelfeld der Tabelle zu finden. Zwischen 1991 und 1995 wurde der Klub von Jan Reker betreut, dessen beste Platzierung 1993/94 mit Platz acht gelang. Im März 1995 wurde er von Theo de Jong abgelöst. 1997 wurde der frühere Ajax-Trainer Co Adriaanse verpflichtet, der dem Verein wieder zu einem besseren Ruf verhalf. Mit ihm im Amt wurde die Mannschaft 5. und qualifizierte sich für den UEFA-Pokal. Nachdem in der ersten Runde Dinamo Tiflis klar geschlagen wurde, schied die Mannschaft bereits in Runde zwei gegen Betis Sevilla aus. In der Liga überraschte der Klub aus Tilburg mit dem Erringen der Vizemeisterschaft. In dieser Spielzeit gelangen dem Team 69 eigene Treffer, so viele wie nie zuvor oder danach. Spieler wie Sami Hyypiä, der junge Joris Mathijsen, Delano Hill, Adil Ramzi und Tomás Galásek, die später bei anderen Klubs tragende Rollen übernahmen, trugen zu dieser Zeit das Trikot der Tilburger. 1999/00 nahm das Team somit erstmals an der UEFA Champions League teil. In einer Gruppe mit Spartak Moskau, Girondins Bordeaux und Sparta Prag gab es allerdings nicht viel zu gewinnen. Nur gegen Bordeaux und Moskau schaffte man je ein unentschieden. Schwer wog damals der Verlust von Abwehrchef Sami Hyypiä, der bereits im Sommer 1999 zum FC Liverpool wechselte. Die erste Champions-League-Partie der Vereinsgeschichte absolvierte der Klub am 15. September 1999 gegen Spartak Moskau. Gegen den russischen Hauptstadtklub verlor die Adriaanse-Elf mit 1:3. Erster Torschütze in diesem Wettbewerb für Willem II war Arno Arts, der zum zwischenzeitlichen 1:2 verkürzte. Bisher letzter Schütze im Turnier der europäischen Meister war Ousmane Sanou beim 1:1 am 26. Oktober 1999 beim 1:1 gegen Moskau. Dies war zugleich der erste Punktgewinn in diesem Wettbewerb. Nach dem schlechten Abschneiden in der Champions League lief es auch in der heimischen Liga nicht mehr gut. Adriaanse verließ den Klub bereits vor Saisonende. Schließlich wurde nur der neunte Platz erreicht.

### 2000–2011: Zurück ins Mittelmaß – bis zum Abstieg
| Saison  | Liga | Platz | Punkte | Tore  |
| ------- | ---- | ----- | ------ | ----- |
| 2000/01 | 1.   | 08.   | 51     | 60:50 |
| 2001/02 | 1.   | 11.   | 43     | 54:61 |
| 2002/03 | 1.   | 11.   | 42     | 48:51 |
| 2003/04 | 1.   | 07.   | 49     | 47:54 |
| 2004/05 | 1.   | 10.   | 45     | 44:56 |
| 2005/06 | 1.   | 17.   | 28     | 45:66 |
| 2006/07 | 1.   | 15.   | 31     | 31:64 |
| 2007/08 | 1.   | 15.   | 31     | 40:49 |
| 2008/09 | 1.   | 12.   | 37     | 35:58 |
| 2009/10 | 1.   | 17.   | 23     | 36:70 |
| 2010/11 | 1.   | 18.   | 15     | 37:98 |

Als Nachfolger für Adriaanse kam Hans Westerhof. Zwar hielt er die Mannschaft von den Abstiegsrängen weg, Erfolge blieben aber weitestgehend aus. 2002/03 schaffte es der Klub als Tabellen-Elfter in den UI-Cup, schied dann aber bereits in Runde zwei nach 2:1 und 1:3 gegen den Schweizer Verein FC Wil aus. Im Vorjahr, im gleichen Wettbewerb, war gegen den russischen Klub Krylja Sowetow Samara nach der dritten Runde Schluss (1:3 und 0:2). Personen wie Martin van Geel und Dirk Scheringa, die im Hintergrund die Geschicke des Klubs führten, wurden abgeworben. Regelmäßig verließen Spieler wie Joris Mathijsen und Kew Jaliens, die noch in Vorjahren Leistungsträger waren, den Verein. 2005 gelangte er nochmals in das Finale des KNVB-Pokals, musste sich aber mit 0:4 dem PSV Eindhoven geschlagen geben. Da der PSV aber auch die Meisterschaft für sich entschied, qualifizierte sich Willem II für den UEFA-Pokal 2005/06. Nach 0:2 und 1:3 in der ersten Runde des Wettbewerbs gegen den AS Monaco war jedoch frühzeitig Schluss. Der bisher letzte Torschütze für Tilburg in einem internationalen Wettbewerb war Anouar Hadouir. Viele neue Fußballlehrer betreuten das Traineramt in den folgenden Jahren. Jedoch versank der Klub immer mehr in der unteren Tabellenhälfte der Liga. 2005/06 reichte es gar nur zu Rang siebzehn, was den Gang in die Relegation bedeutete. Dort sicherte er sich gegen den FC Zwolle und De Graafschap den Klassenerhalt.
Zur Ligasaison 2008/09 sicherte sich Willem einen Tabellenplatz im gesicherten Mittelfeld. Mit 37 Punkten hatte er zu wenig, um sich für die Qualifikationsrunde zur UEFA Europa League zu qualifizieren, aber auch sieben Zähler Vorsprung auf den Relegationsplatz. Mit nur 35 Treffern erzielte das Team hinter De Graafschap (24 Tore) die wenigsten der ganzen Liga. Top-Scorer im Klub war der Niederländer Frank Demouge mit vierzehn Treffern, der damit mehr als ein Drittel der Tore seines Vereins erzielte.
Mit nur einem Sieg am Auftaktspieltag und fünf Niederlagen in Folge startete der Klub schlecht in die Saison 2009/10. Bis zum siebzehnten Spieltag konnten nur drei weitere Siege eingefahren werden, und der Klub stand dem Abstieg nah. Kurz nach Beginn der Rückrunde wurde schließlich Alfons Groenendijk als Cheftrainer entlassen und Arno Pijpers zu seinem Nachfolger ernannt. Der ehemalige Trainer der kasachischen Fußballnationalmannschaft gab seinen Einstand mit einem 2:1-Erfolg gegen VVV-Venlo. Doch auch ihm fiel es in den Folgespielen schwer, die Mannschaft aus der Erfolglosigkeit herauszuführen, und bereits im April trennte sich der Klub wieder von ihm. Bis zum Saisonende wurde das Team fortan von Theo de Jong betreut, der schon zwischen 1995 und 1996 als Trainer für den Klub zuständig war. Am Ende wurde die Mannschaft 17. von 18 Teams und musste durch die Relegationsspiele versuchen, die Klasse zu halten. Nach Erfolgen über den FC Eindhoven und die Go Ahead Eagles wurde dies dann noch geschafft, so dass der Klub auch in der Saison 2010/2011 in der Eredivisie spielen durfte. Im Sommer 2010 wurde der Leistungsträger und Mannschaftskapitän Maikel Aerts an den deutschen Klub Hertha BSC verkauft. Er war in den letzten Jahren ein Garant für den Klassenerhalt. Weitere bedeutende Akteure die den Klub verließen, waren Saïd Boutahar, Frank Demouge, Sergio Zijler, Jens Janse, Frank van der Struijk, Ibrahim Kargbo und der frühere Dortmunder Mehmet Akgün. Insgesamt waren es 21 Fußballer, die Willem II den Rücken kehrten. Außerdem war der Verein vor der Saison 2010/11 auf der Suche nach einem neuen Trainer, nachdem de Jong das Amt interimsweise durchführte. Noch im Juni wurde der unbekannte Gert Heerkes als neuer Cheftrainer vorgestellt. Ihm zur Seite wurde John Feskens als Co-Trainer gestellt. Die wichtigsten Neuverpflichtungen waren der Finne Juha Hakola und der Österreicher Andreas Lasnik. Neben diesen unterzeichneten 13 weitere Akteure einen Vertrag in Tilburg. In die neue Spielzeit startete die Mannschaft dann miserabel. Erst am achten Spieltag holte Heerkes seinen ersten Punkt beim 0:0 gegen Vitesse Arnheim. Im April 2011 wurde Heerkes beurlaubt, Feskens und der zweite Cotrainer Raymond Vissers übernahmen gemeinsam die Cheftrainerrolle vorläufig bis zum Saisonende. Zu dem Zeitpunkt stand Willem II, mit fünf Punkten Rückstand auf den Vorletzten VVV-Venlo, auf dem letzten Tabellenplatz. Doch in den verbleibenden vier Saisonspielen gelang es dem Trainerduo nicht, den Verein vor dem direkten Abstieg zu retten. Bereits am vorletzten Spieltag stand fest, dass Willem II nach 24 Jahren Erstklassigkeit den Weg in die Eerste Divisie antreten muss.

### Seit 2011: Etablierung als Fahrstuhlmannschaft
| Saison  | Liga | Platz | Punkte | Tore  |
| ------- | ---- | ----- | ------ | ----- |
| 2011/12 | 2.   | 05.   | 58     | 67:41 |
| 2012/13 | 1.   | 18.   | 23     | 33:76 |
| 2013/14 | 2.   | 01.   | 79     | 78:38 |
| 2014/15 | 1.   | 09.   | 46     | 46:50 |
| 2015/16 | 1.   | 16.   | 29     | 35:53 |
| 2016/17 | 1.   | 13.   | 36     | 29:44 |
| 2017/18 | 1.   | 13.   | 37     | 50:63 |
| 2018/19 | 1.   | 10.   | 44     | 58:72 |
| 2019/20 | 1.   | 05.   | 44     | 37:34 |
| 2020/21 | 1.   | 14.   | 31     | 40:68 |
| 2021/22 | 1.   | 17.   | 33     | 32:57 |
| 2022/23 | 2.   | 04.   | 68     | 68:40 |
| 2023/24 | 2.   | 01.   | 79     | 77:35 |

In der Saison 2011/12 konnte Tilburg in der 2. Liga den fünften Platz erreichen, der zur Teilnahme an den Play-offs berechtigte. Durch einen Sieg über Sparta Rotterdam wurde der Einzug ins Finale erreicht. Nach einem 0:0-Auswärtsergebnis und einem 2:1-Heimsieg gegen FC Den Bosch war der direkte Wiederaufstieg geschafft. In der Saison 2012/13 stieg man als Tabellenletzter der Eredivisie erneut ab. Nach einem neuerlichen Aufstieg hielt Willem II 2014/15 als Neunter souverän die Klasse. In der aufgrund der COVID-19-Pandemie frühzeitig abgebrochenen Saison 2019/20 belegte Willem II zum Zeitpunkt des Abbruchs den fünften Tabellenplatz, der zur Teilnahme an der 2. Qualifikationsrunde zur UEFA Europa League 2020/21 berechtigte.

### Logohistorie

1963/64
1970er Jahre
Aktuell

## Wissenswertes

### Rekordspieler
- Mit 483 Ligaspielen ist John Feskens Rekordspieler für Willem II Tilburg. Er war für den Verein zwischen 1982 und 1997 aktiv.
- Piet de Jong hält den Rekord für die meisten Tore für Willem II Tilburg. In der Zeit von 1947 bis 1961 erzielte der Angreifer 216 Tore. Die meisten Eredivisie-Tore erzielte Coy Koopal. Es waren insgesamt 94 Treffer.
- Tinus van Beurden war der erste Tilburg-Spieler, der für die niederländische Fußballnationalmannschaft nominiert und eingesetzt wurde.
- Die Willem II-Fans wählten Jan van Roessel zum Spieler des Jahrhunderts. Der ehemalige Stürmer war 168 Mal im Einsatz für die Tilburger und erzielte dabei 152 Tore.
- Mounir El Hamdaoui war im Sommer 2006 mit 1,1 Millionen Euro (€) teuerster Einkauf in der Klubgeschichte. Im Jahr darauf wechselte er für 5,75 Millionen € zu Ligakonkurrent AZ Alkmaar. Somit ist er gleichzeitig auch der teuerste Verkauf von Willem II.
- Jatto Ceesay bestritt bisher die meisten UEFA-Wettbewerbs-Spiele für Willem II. Insgesamt siebzehnmal vertrat er die Rot-Weiß-Blauen auf europäischer Ebene.[2]
- Insgesamt acht Spieler halten den Rekord für die meisten Tore in UEFA-Turnieren für Willem II Tilburg. Keiner erzielte mehr als zwei Treffer. Die bekanntesten Rekordhalter sind der ehemalige niederländische Nationalspieler Denny Landzaat, der marokkanische Nationalspieler Tarik Sektioui und der Belgier Tom Caluwé.[2]

### Rekordspiele
- Die erste Champions-League-Partie der Vereinsgeschichte absolvierte der Klub am 15. September 1999 gegen Spartak Moskau. Gegen den russischen Hauptstadtklub verlor die Elf mit 1:3. Erster Torschütze in diesem Wettbewerb für Willem II war Arno Arts, der zum zwischenzeitlichen 1:2 verkürzte.[4] Bisher letzter Schütze im Turnier der europäischen Meister war Ousmane Sanou beim 1:1 am 26. Oktober 1999 beim 1:1 gegen Moskau. Dies war zugleich der erste Punktgewinn in diesem Wettbewerb.[5]
- Die bisher höchste Niederlage bei einem UEFA-Wettbewerb setzte es für Willem II Tilburg am 15. Oktober 1963 im Europapokal der Pokalsieger beim Auswärtsspiel bei Manchester United. Damals verlor der Klub mit 1:6.[2]
- Den höchsten Sieg bei einem Turnier des europäischen Fußballverbandes feierten die Tilburg-Kicker am 15. September 1993 beim 3:0-Heimsieg gegen Dinamo Tiflis.[2]

### Sonstiges
- Da die Vereinsfarben auch in den Kriegsjahren rot, weiß und blau blieben, auch die Farben der niederländischen Flagge, wurde Willem II in dieser Zeit (wohl eher aus Vaterlandsliebe) auch von den Fans des gegnerischen Vereins zugejubelt.
- Der Deutsche Kurt Zaro war 1956 der erste Ausländer, der die Farben des Vereins vertrat.

## Stadion
Willem II nutzt seit 1995 für die Heimspiele das König-Wilhelm-II.-Stadion, an der Autobahn A58 Breda – Eindhoven, am Südrand der Stadt. Es fasst 14.700 Zuschauer.

## Erfolge
- Niederländischer Meister: 1916, 1952, 1955 (1916 und 1952 als Amateurfußballer)
- KNVB-Pokal: 1944, 1963
- KNVB-Pokalfinalist: 2005, 2019
- Eerste Divisie: 1958, 1965, 2014, 2024

## Aktueller Kader 2025/26
Stand: 12. August 2025
| Nr.        | Nat.        | Name                    | Geburtstag | im Verein seit |     |     |
| Tor        | Tor         | Tor                     | Tor        | Tor            | Tor | Tor |
| ---------- | ----------- | ----------------------- | ---------- | -------------- | --- | --- |
| 01         | Frankreich  | Thomas Didillon-Hödl    | 28.11.1995 | 2024           |     |     |
| 21         | Niederlande | Wouter van der Steen    | 03.06.1990 | 2025           |     |     |
| 31         | Niederlande | Karst de Leeuw          | 19.04.2004 | 2016           |     |     |
| Abwehr     |             |                         |            |                |     |     |
| 04         | Niederlande | Justin Hoogma           | 11.06.1998 | 2025           |     |     |
| 05         | Island      | Rúnar Þór Sigurgeirsson | 28.12.1999 | 2023           |     |     |
| 15         | Serbien     | Miodrag Pivas           | 17.05.2005 | 2024           |     |     |
| 24         | Indonesien  | Nathan Tjoe-A-On        | 22.12.2001 | 2025           |     |     |
| 25         | Turkei      | Mickaël Tirpan          | 23.10.1993 | 2024           |     |     |
| 30         | Osterreich  | Raffael Behounek        | 16.04.1997 | 2023           |     |     |
| 33         | Niederlande | Tommy St. Jago          | 03.01.2000 | 2023           |     |     |
| 44         | Niederlande | Niels van Berkel        | 07.09.2001 | 2023           |     |     |
| 48         | Niederlande | Jens Mathijsen          | 15.08.2007 | 2024           |     |     |
| Mittelfeld |             |                         |            |                |     |     |
| 08         | Niederlande | Jesse Bosch             | 01.02.2000 | 2022           |     |     |
| 10         | Niederlande | Jari Schuurman          | 22.02.1997 | 2025           |     |     |
| 16         | Niederlande | Ringo Meerveld          | 21.12.2002 | 2021           |     |     |
| 19         | Niederlande | Uriël van Aalst         | 18.08.2006 | 2022           |     |     |
| 23         | Niederlande | Max de Waal             | 10.01.2002 | 2023           |     |     |
| 27         | Niederlande | Dani Mathieu            | 09.02.2001 | 2022           |     |     |
| 34         | Niederlande | Amine Lachkar           | 18.04.2003 | 2023           |     |     |
| 50         | Niederlande | Per van Loon            | 31.12.2004 | 2024           |     |     |
| Sturm      |             |                         |            |                |     |     |
| 07         | Niederlande | Nick Doodeman           | 22.10.1996 | 2022           |     |     |
| 09         | Niederlande | Devin Haen              | 18.06.2004 | 2025           |     |     |
| 11         | Deutschland | Emilio Kehrer           | 20.03.2002 | 2024           |     |     |
| 28         | Niederlande | Thomas Verheydt         | 24.01.1992 | 2025           |     |     |

## Bekannte ehemalige Spieler
(Auswahl)
| Name des Spielers    | Zeitraum            | Bemerkung |
| -------------------- | ------------------- | --- |
| Maikel Aerts         | 2006–2010           | • 2010–2012 für Hertha BSC aktiv                                                                                               |
| Bud Brocken          | 1975–1981 1985–1990 | • 343 Ligaspiele für Willem II Tilburg                                                                                         |
| Jatto Ceesay         | 1995–2005           | • ehemaliger Nationalspieler Gambias • 236 Ligaspiele für Willem II Tilburg                                                    |
| Mousa Dembélé        | 2005–2006           | • mehrfacher belgischer Nationalspieler                                                                                        |
| John Feskens         | 1982–1997           | • 432 Ligaspiele für Willem II Tilburg • 2010–2013 Co-Trainer bei Willem II Tilburg                                            |
| Tomáš Galásek        | 1996–2000           | • ehemaliger Nationalspieler Tschechiens • ehemaliger Spieler beim 1. FC Nürnberg und bei Borussia Mönchengladbach             |
| Jean-Paul van Gastel | 1990–1996           | • ehemaliger Nationalspieler der Niederlande • 137 Ligaspiele für Willem II Tilburg • Prägender Spieler Mitte der 1990er Jahre |
| Sami Hyypiä          | 1995–1999           | • ehemaliger Nationalspieler von Finnland • 2009–2011 für Bayer 04 Leverkusen aktiv gewesen                                    |
| Kew Jaliens          | 1999–2004           | • ehemaliger Nationalspieler der Niederlande • 147 Ligaspiele für Willem II Tilburg                                            |
| Joonas Kolkka        | 1995–1998           | • 2003–2004 für Borussia Mönchengladbach aktiv gewesen                                                                         |
| Denny Landzaat       | 1999–2003           | • ehemaliger Nationalspieler der Niederlande • 148 Ligaspiele für Willem II Tilburg                                            |
| Joris Mathijsen      | 1998–2004           | • ehemaliger Nationalspieler der Niederlande • 2006–2011 für den Hamburger SV aktiv gewesen                                    |
| Marc Overmars        | 1991–1992           | • ehemaliger Nationalspieler der Niederlande                                                                                   |
| Tarik Sektioui       | 2000–2004           | • ehemaliger Nationalspieler Marokkos                                                                                          |
| Jaap Stam            | 1995                | • ehemaliger Nationalspieler der Niederlande                                                                                   |
| Earnie Stewart       | 1990–1996           | • ehemaliger Nationalspieler der USA • 170 Ligaspiele für Willem II Tilburg und mehrfacher Nationalspieler                     |

## Tilburgs Trainer

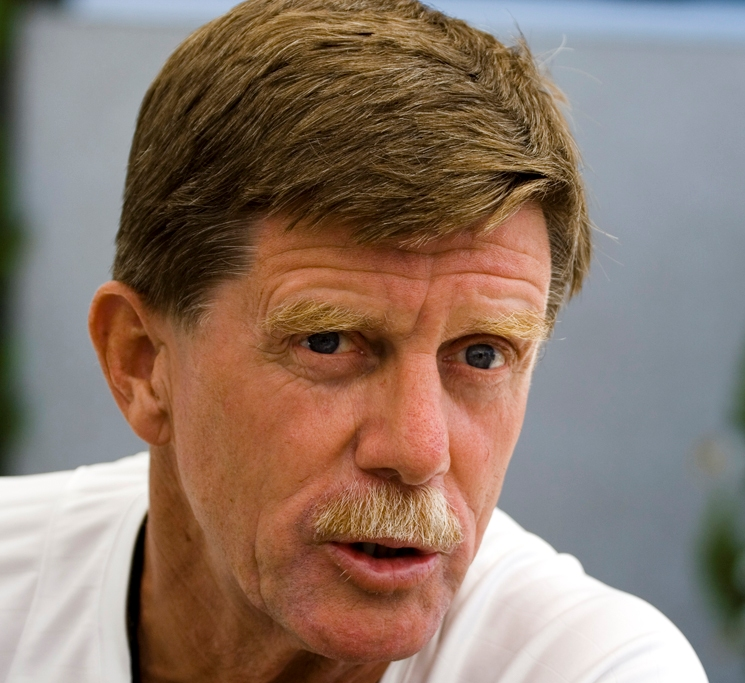
Hans Westerhof (2000–2002)

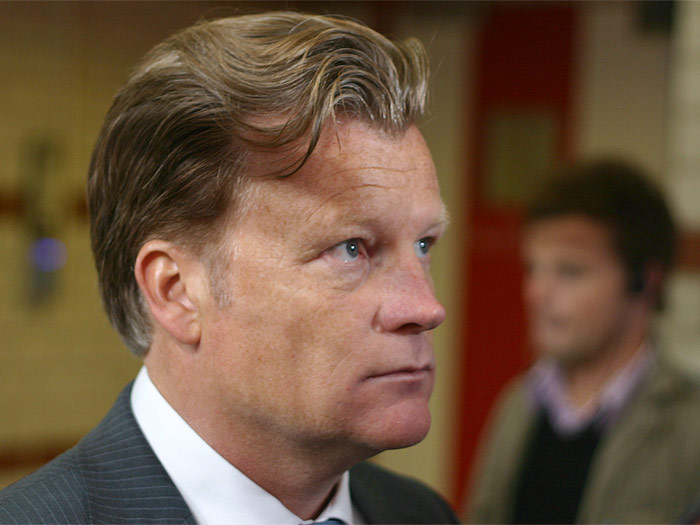
Mark Wotte (2002–2004)

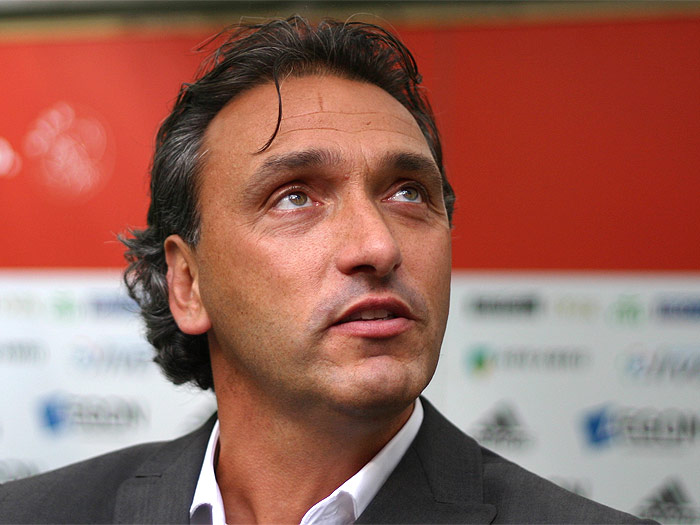
Robert Maaskant (2004–2005)

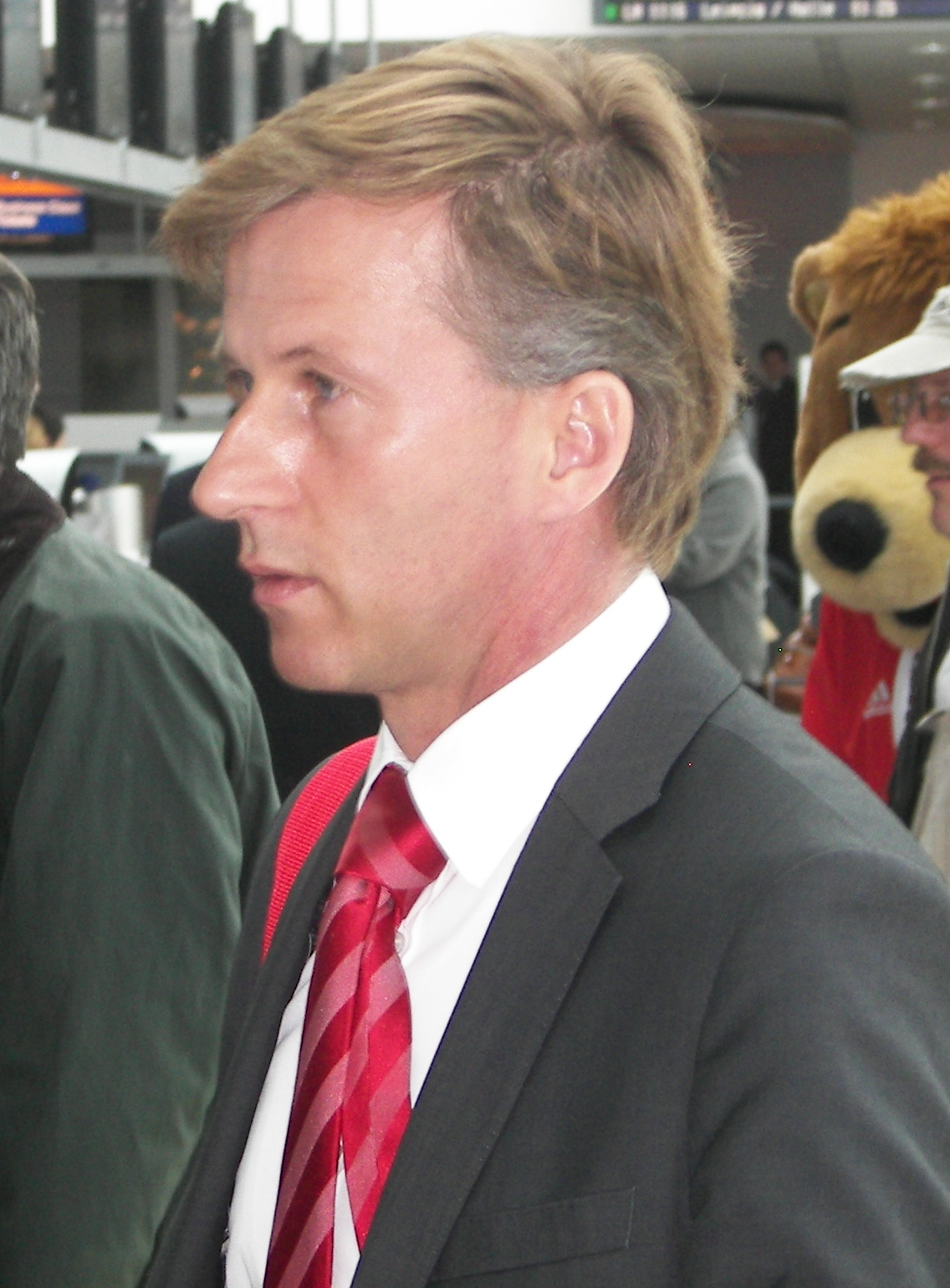
Andries Jonker (2007–2009)

(unvollständig)
| Name                   | Zeitraum     | Erfolge |
| ---------------------- | ------------ | --- |
| František Fadrhonc     | 1949–1956    | |
| Heinrich „Wudi“ Müller | 1950er Jahre | |
| Henk de Jonge          | 1978–1980    | |
| Bert Jacobs            | 1980–1982    | |
| Jan Brouwer            | 1982–1984    | |
| Jan Notermans          | 1984–1985    | |
| Piet de Visser         | 1985–1990    | • Aufstieg in die Eredivisie 1987 • 4. Platz in der Eredivisie 1988                                                                         |
| Adrie Koster           | 1990–1991    | |
| Piet de Visser         | 1991         | |
| Jan Reker              | 1991–1995    | • Zwischen Oktober 1991 und März 1995 Cheftrainer                                                                                           |
| Theo de Jong           | 1995–1996    | • Zwischen März 1995 und März 1996 Cheftrainer                                                                                              |
| Jimmy Calderwood       | 1996–1997    | • Zuvor Co-Trainer von Theo de Jong |
| Co Adriaanse           | 1997–2000    | • 2. Platz in der Eredivisie 1999 (beste Platzierung der Vereinsgeschichte) • Champions-League-Teilnehmer 2000/01 (Aus in der Gruppenphase) |
| Hans Verèl             | 2000         | |
| Hans Westerhof         | 2000–2002    | |
| Mark Wotte             | 2002–2004    | |
| André Wetzel           | 2004         | |
| Robert Maaskant        | 2004–2005    | • KNVB-Pokal-Finalteilnehmer 2005 (Niederlage gegen PSV Eindhoven)                                                                          |
| Dennis van Wijk        | 2006–2007    | |
| Andries Jonker         | 2007–2009    | |
| Alfons Groenendijk     | 2009–2010    | |
| Mark Schenning         | 2010         | • Im Februar 2010 für ein Ligaspiel Interimstrainer                                                                                         |
| Arno Pijpers           | 2010         | • Zwischen Februar und April 2010 Cheftrainer                                                                                               |
| Theo de Jong           | 2010         | • Zwischen April und Juni 2010 Cheftrainer                                                                                                  |
| Gert Heerkes           | 2010–2011    | • Seit Juni 2010 Cheftrainer |
| John Feskens           | 2011         | • Interimstrainer |
| Jurgen Streppel        | 2011–2016    | |
| Erwin van de Looi      | 2016–2018    | |
| Reinier Robbemond      | 2018         | • Interimstrainer |
| Adrie Koster           | 2018–2021    | |
| Željko Petrović        | 2021         | |
| Fred Grim              | 2021–2022    | |
| Kevin Hofland          | 2022         | |
| Reinier Robbemond      | 2022–2023    | |
| Peter Maes             | 2023–2025    | |
| Kristof Aelbrecht      | 2025         | |
| John Stegeman          | 2025–        | |

## Frauenmannschaft
| Saison  | Platz     | Punkt | Tore  |
| ------- | --------- | ----- | ----- |
| 2007/08 | 02        | 34    | 41:21 |
| 2008/09 | 03        | 46    | 44:34 |
| 2009/10 | 03        | 26    | 26:33 |
| 2010/11 | ..läuft.. | ?     | ?     |

Eigens für die neu gegründete Eredivisie für Frauen gründete der Verein 2007 eine Damenmannschaft. Erster Trainer wurde Edwin Petersen. Willems Frauen starteten gut in die Saison, mit 5:2-Siegen am 29. November 2007 gegen FC Twente Enschede und 7. Februar 2008 gegen den SC Heerenveen stellte sie eine Bestmarke mit den torreichsten Partien. Durch zwei 5:0-Auswärtssiege stellte sie die Marke für die höchsten Gewinne auf. Am Ende der Spielzeit 2007/08 hatte man mit 41 erzielten Toren die meisten geschossen. Stürmerin Karin Stevens wurde Torschützenkönig der Liga. Die Belgierin Femke Maes wurde zur besten Spielerin gewählt. Trotzdem reichte es nur zum Vizemeistertitel hinter AZ Alkmaar. Lange spielte man auch um den Gewinn des KNVB-Pokal mit. Am 10. Mai 2008 stand das Team im Halbfinale des Turniers, wo die Willem-Frauen auf den FC Twente traf. Das Spiel ging 1:3 verloren, so dass man auch hier kurz vor Schluss an einem Titel scheiterte. Das Folgejahr begann schlecht. Dieses Mal setzte es satte Niederlagen. Am 16. Oktober 2008 gegen den AZ Alkmaar verlor das Team ihre Auswärtspartie deutlich mit 2:5. Am letzten Spieltag der Saison 2008/09 standen mit AZ Alkmaar und Willem II zwei Teams mit je 46 Punkten an der Tabellenspitze. Beide Teams trafen am letzten Spieltag aufeinander, so dass sich die Meisterschaft zwischen diesen beiden Klubs entschied. Auf Grund des schlechteren Torverhältnisses, musste der WIIT als Gewinner das Feld verlassen. Vor heimischem Publikum enttäuschte man allerdings und eine 0:6-Schlappe ließ die Meisterschaftsträume zerplatzen. Da auch noch ADO Den Haag ihr letztes Spiel mit 3:0 gewann, mussten die Willemer Frauen auch Platz zwei abgeben, so dass es nur zu Rang drei reichte. Mit Karin Stevens, Dominique Vugts (je zehn Tore) und Kirsten van de Ven (neun Tore) stellte das Team den torhungrigsten Angriff der Liga. Torschützenkönigin wurde aber Sylvia Smit vom SC Heerenveen. Im KNVB-Wettbewerb wurden wegen Terminüberschneidungen alle sieben Profimannschaften zum Achtelfinale aus dem Turnier gezogen, so dass die Amateurvereine den Pokal unter sich ausmachten. Das Team startete gut in die Spielzeit 2009/2010 und konnte die ersten drei Spiele gewinnen, musste aber am 4. Spieltag den ersten Vergleich mit dem AZA mit 2:3 verloren geben. Anschließend verlief die Saison sehr durchwachsen. Insgesamt beendete man das Jahr nach zwanzig Partien mit acht Siegen, zwei Unentschieden und zehn Niederlagen. Dies bedeutete Rang drei in der Abschlussrechnung. Renée Slegers war dabei mit fünf Treffern beste Angreiferin ihres Teams. Im nationalen Frauen-Pokal-Wettbewerb schied der Klub erst im Halbfinale nach Elfmeterschießen gegen den späteren Cup-Sieger FC Utrecht aus. 2010/11, zur neuen Saison, wurde der Niederländer Peter Coumans als neuer Trainer vorgestellt. Dieser trainierte zuvor Jugendliche in der Nachwuchsabteilung des FC Eindhoven und des PSV Eindhoven. Coumans löste dabei Mark Schenning ab, der erst im Vorjahr das Amt von Edwin Petersen übernahm.